# Kent E. Keller

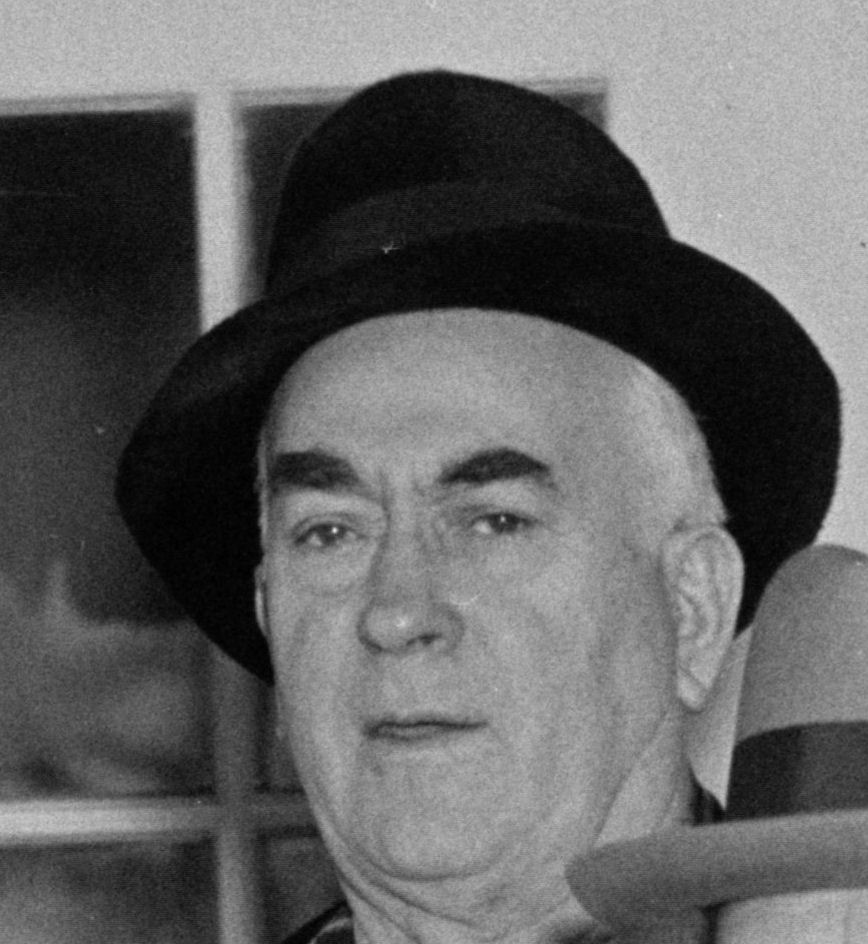
Kent E. Keller (1938)

Kent Ellsworth Keller (* 4. Juni 1867 bei Campbell Hill, Illinois; † 3. September 1954 in Ava, Illinois) war ein US-amerikanischer Politiker. Zwischen 1931 und 1941 vertrat er den Bundesstaat Illinois im US-Repräsentantenhaus.

## Werdegang
Kent Keller besuchte die öffentlichen Schulen in Ava und studierte danach bis 1890 an der Southern Illinois Normal University in Carbondale. Zwischenzeitlich arbeitete er in der Zeitungsbranche und als Lehrer. Er war auch Gründer der Ava Community High School. Zwischen 1891 und 1892 studierte er an der Universität Heidelberg. Nach einem anschließenden Jurastudium an der St. Louis Law School und seiner 1896 erfolgten Zulassung als Rechtsanwalt begann er in Ava in diesem Beruf zu praktizieren. Von 1899 bis 1912 war er in Mexiko im Bergbau tätig. Anschließend kehrte er nach Ava zurück, wo er sich mit literarischen Angelegenheiten befasste. Gleichzeitig schlug er als Mitglied der Demokratischen Partei eine politische Laufbahn ein. Von 1913 bis 1917 saß er im Senat von Illinois. Im Juni 1916 nahm er als Delegierter an der Democratic National Convention in St. Louis teil, auf der Präsident Woodrow Wilson zur Wiederwahl nominiert wurde.
Bei den Kongresswahlen des Jahres 1930 wurde Keller im 25. Wahlbezirk von Illinois in das US-Repräsentantenhaus in Washington, D.C. gewählt, wo er am 4. März 1931 die Nachfolge des Republikaners Edward E. Denison antrat. Nach vier Wiederwahlen konnte er bis zum 3. Januar 1941 fünf Legislaturperioden im Kongress absolvieren. Seit 1933 wurden dort die meisten der New-Deal-Gesetze der Bundesregierung unter Präsident Franklin D. Roosevelt verabschiedet. Im Jahr 1940 wurde Keller nicht wiedergewählt.
Nach seiner Zeit im US-Repräsentantenhaus befasste er sich wieder mit literarischen Angelegenheiten. Zwischen 1945 und 1946 war er Berater des US-Botschafters in Mexiko. In den Jahren 1942, 1944, 1948 und 1950 bewarb sich Keller jeweils erfolglos um die Rückkehr in den Kongress. Er starb am 3. September 1954 in Ava.